# 類真菌原生生物
類真菌原生生物（英語：fungus-like protists）又稱原生菌、原生菌類，简称类真菌，是一群外表特徵與真菌界相似的原生生物，屬異營生物，儲藏肝醣，細胞壁主要含纖維素；主要有黏菌（slime molds）和水黴（water molds）。
此描述性而未被公認的分類，是依據原生生物與“更高級”生物的界的相似性而分為：類動物原生生物（animal-like protists）、類植物原生生物（plant-like prostists）、類真菌原生生物。
類真菌原生生物形態與真菌相似，是趨同演化的結果；在細胞構造、生殖、生活史上，並不相同。例如黏菌是纖維素細胞壁，而真菌是幾丁質細胞壁；黏菌和變形蟲類的原生生物有較為親近的親緣關係。
有些分類學家仍將黏菌歸在真菌界，但他們與真菌界的成員的關係並不密切，如他們有游走細胞 (swimming cells)，具鞭毛；或行變形蟲運動，而與菌類不同 ; 黏菌有吞噬作用，吞入固體食物，而菌類則分泌酵素，將食物分解而行吸收。黏菌傳統上被視為菌類，但經由以上特徵，他們較適合歸在原生生物界。
黏菌又分為原生質體黏菌（plasmodial slime molds）和細胞性黏菌（cellular slime molds）。

## 圖片參考
黏菌